# مندی گروسمن
مندی گروسمن (انگلیسی: Mindy Grossman؛ زادهٔ ۸ سپتامبر ۱۹۵۷) کارآفرین و مدیر اجرایی اهل ایالات متحده آمریکا است، که هم‌اکنون بعنوان مدیرعامل شرکت دبلیو دبلیو اینترنشنال فعالیت می‌کند. وی فعالیت شغلی خود را از سال ۱۹۷۷ آغاز کرد و سابقه مدیریت ارشد در شرکت‌های رالف لورن کورپوریشن و نایکی را دارا می‌باشد. نام گروسمن در فاصله سالهای ۲۰۰۹ تا ۲۰۱۳ در فهرست قدرت‌مندترین زنان جهان نشریه فوربز قرار داشت.